# スフバートル市
スフバートル（モンゴル語: Сүхбаатар、ᠰᠤᠻᠪᠠᠠᠲᠠᠷ、ラテン文字転写：Sükhbaatar）は、オルホン川流域に位置するモンゴル国セレンゲ県の県庁所在地である。1940年に建設され、都市名は独立運動の指導者であるダムディン・スフバートルに由来する。人口は19,626人（2008年）。
ロシア国境の町であり、中国とロシアを結ぶモンゴル縦貫鉄道のスフバートル駅がある。
日本では第71代横綱・鶴竜の出身地として知られている。